# Cytora hirsutissima
Cytora hirsutissima е вид коремоного от семейство Pupinidae.

## Разпространение
Видът е разпространен в Нова Зеландия.